# 8786 Belskaya
8786 Belskaya (1978 RA8) là một tiểu hành tinh vành đai chính được phát hiện ngày 2 tháng 9 năm 1978 bởi C.-I. Lagerkvist ở Đài thiên văn Nam Âu.